# Акка (историческая область)
Акка, Акки-мохк, Лам-Акка — историческая область Чечни. Центр — село Акка.
Граничила на севере с исторической областью Орстхой, на северо-востоке — с областью Нашха, на юге — с областью Малхиста, на востоке — с областью Терлой-мохк, на западе — с Ингушетией.

## История
Один из русских исследователей, посетивший Акку в начале XX столетия сообщает: «На возвышенных площадках разбросаны каменные сакли нескольких отселков старшинства. Они группируются в большинстве случаев вокруг старинных башен, которыми вообще богата эта местность, служившая в отдаленном прошлом ареной бесконечных распрей и междоусобиц, а в ближайшую эпоху — борьбы кавказцев предводительством имама Шамиля с русскими войсками. Об этих последних событиях у аккинцев сохранились ещё свежие воспоминания: рассказывают о том, как брались русскими крепкие башни, как гремели пушечные выстрелы и артиллерийские снаряды разбивали твердыни горцев». Аккинцы, в отличие от галгайцев, самым активным образом участвовали в Кавказской войне и входили в Имамат Шамиля.
Многие аккинские боевые башни были уничтожены артиллерийскими обстрелами русских войск, а уцелевшие подорваны. Вот что пишет по этому поводу российский учёный кавказовед, этнограф, этнолог, правовед и юрист Б. Далгат: «Все башни аккинцев были разрушены русскими по окончании войны, как опасные крепости, наделавшие им немало хлопот».
По окончании Кавказской войны аккинцы и мереджинцы оказались вне административных границ Чечни. Но, «в 1866 году, по распоряжению начальства, аккинцы и мереджинцы были отделены от Ингушевского округа и подчинены управлению Аргунского округа, как вследствие одноплеменности с населением последнего, так и потому, что по месту своего жительства они ближе находятся к центру управления».

## Аулы
Покинутые сёла и развалины:
- Акка
- Вовга
- Кожвинчу
- Кеймехк
- Зингал
- Бици
- Кирити
- Тишли
- Итыркале
- Дийха юрт
- Хеги
- Гозана
- Ердичу
- Ирзиткале (Орзуме)[6]